# Lysipomia crassimarginata
Lysipomia crassimarginata är en klockväxtart som först beskrevs av Franz Elfried Wimmer, och fick sitt nu gällande namn av Jeppesen. Lysipomia crassimarginata ingår i släktet Lysipomia och familjen klockväxter. Inga underarter finns listade i Catalogue of Life.